# Odjeća
.
Odjeća se sastoji od odjevnih predmeta namijenjenih zaštiti čovjekovog tijela od klimatskih i drugih vanjskih utjecaja. Prva odjeća izrađivala se od raznih prirodnih materijala, kao što su kože, krzna, lišće i trava, a prema antropolozima počela se pojavljivati prije nekih 100 000 do 500 000 godina, da bi se prije oko 30 000 godina pojavila i prva igla. 

## Povijest odjeće i mode
Od prvobitnih jednostavnih oblika odjeća se krojem i brojem bogatila i razvijala. Prva odjeća, od krzna i kože, potječe iz starijega kamenog doba. Komade krzna čovjek je sušio i uz njegove krajeve je bušio rupe oštrim kamenom ili kosti, zatim je provlačio vrpce ili trake kore drveta (prvo šivanje).

## Razlozi odijevanja
Postanak pojedinih dijelova odjeće nije uvjetovan samo zaštitom tijela nego ima i magičnih utjecaja (ruho pri obavljanju religijskih obreda), estetskih (ukrašavanje tijela, npr. komadima krzna), a ovisi i o radnoj aktivnosti (vatrogasno odijelo) ili potječe od osjećaja stida. Na način odijevanja utječu običaji, stupanj kulture, tehnički napredak i društveni položaj ljudi. 
Odjeći je ipak najvažniji zadatak zaštititi tijelo od lošeg vremenskog utjecaja. Zato se zimi odijeva u deblje, toplije, a ljeti u laganiju odjeću; zimi se nosi toplija i tamnija odjeća zbog zaštite od studeni, a ljeti laganija i svjetlija koja odbija sunčeve zrake štiteći tijelo od vrućine.

## Vanjske poveznice
- Radna i zaštitna odjeća Hrvatska tehnička enciklopedija, portal hrvatske tehničke baštine. LZMK